# (35783) 1999 JU20
1999 JU20 (asteroide 35783) é um asteroide da cintura principal. Possui uma excentricidade de 0.20157370 e uma inclinação de 3.42024º.
Este asteroide foi descoberto no dia 10 de maio de 1999 por LINEAR em Socorro.